# Brian Yeo
Brian George Yeo (* 12. April 1944 in Worthing) ist ein ehemaliger englischer Fußballspieler. Der Stürmer erzielte zwischen 1963 und 1975 136 Ligatore für den FC Gillingham und ist damit Rekordtorjäger des Klubs.

## Karriere
Brian Yeo durchlief die Nachwuchsabteilung des FC Portsmouth und unterzeichnete dort 1961 seinen ersten Profivertrag. Bis zu seinem Abgang 1963 blieb Yeo ohne Profieinsatz für Portsmouth und wurde in der Folge von Freddie Cox zum Viertligisten FC Gillingham geholt. Nachdem er in den ersten beiden Spielzeiten, trotz eines Treffers bei seinem Ligadebüt für Gillingham, überwiegend in der Reserve zum Einsatz kam, zeichnete er sich ab der Spielzeit 1965/66 für den mittlerweile in die Third Division aufgestiegenen Klub als regelmäßiger Torschütze aus. 
Nach dem Abstieg in der Saison 1970/71 verhalf Yeo Gillingham mit 31 Toren in der Saison 1973/74 zum Wiederaufstieg. Seine 31 Saisontore waren Bestwert in allen vier Staffeln der Football League, zugleich stellte er den vereinsinternen Saisonrekord von Ernie Morgan ein, der 1954/55 ebenfalls 31 Ligatore erzielte. Seine Saisonleistung brachte ihm gemeinsam mit Außenverteidiger David Peach eine Berufung in das PFA Team of the Year. Yeo war der zweite Spieler nach Brian Gibbs, der über 100 Tore für die Gills in der English Football League erzielte, und ist mit 136 Ligatreffern Rekordtorschütze des Klubs. 
Nach seinem Karriereende betrieb Yeo ein Zeitungskiosk und trainierte die Amateurklubs FC Folkestone (1975–1978) und Canterbury City (1979–1984).